# Styrian Bears 2021
Questa voce raccoglie le informazioni riguardanti gli Styrian Bears nelle competizioni ufficiali della stagione 2021.

## AFL - Division I 2021

### Stagione regolare
| Vienna 25 aprile 2021, ore 15:00 2ª giornata | Vienna Vikings 2 | 56 – 7 (21-0 21-0 7-0 7-7) referto | Styrian Bears | Sportzentrum Ravelin |

| Graz 24 maggio 2021, ore 14:00 4ª giornata | Styrian Bears | 35 – 28 (7-0 0-21 7-7 21-0) referto | Sankt Pölten Invaders | Verbandsplatz |

| Graz 30 maggio 2021, ore 14:00 5ª giornata | Znojmo Knights | 34 – 21 (7-7 7-7 7-7 13-0) referto | Styrian Bears | Verbandsplatz |

| Wels 5 giugno 2021, ore 16:00 6ª giornata | Traun Steelsharks | 46 – 7 (19-0 21-0 6-0 0-7) referto | Styrian Bears | Huskies Arena |

| Graz 20 giugno 2021, ore 14:00 7ª giornata | Styrian Bears | 27 – 20 (6-0 7-0 7-6 7-14) referto | Vienna Knights | Verbandsplatz |

| Graz 4 luglio 2021, ore 14:00 9ª giornata | Styrian Bears | 20 – 41 (7-21 13-7 0-0 0-13) referto | Vienna Vikings 2 | Verbandsplatz |

### Statistiche di squadra
| Competizione      | %Vittorie | In casa | In casa | In casa | In casa | In casa | In casa | In trasferta | In trasferta | In trasferta | In trasferta | In trasferta | In trasferta | Totale | Totale | Totale | Totale | Totale | Totale |
| Competizione      | %Vittorie | G       | V       | N       | P       | Pf      | Ps      | G            | V            | N            | P            | Pf           | Ps           | G      | V      | N      | P      | Pf     | Ps     |
| ----------------- | --------- | ------- | ------- | ------- | ------- | ------- | ------- | ------------ | ------------ | ------------ | ------------ | ------------ | ------------ | ------ | ------ | ------ | ------ | ------ | ------ |
| Stagione regolare | .333      | 3       | 2       | 0       | 1       | 82      | 89      | 3            | 0            | 0            | 3            | 35           | 136          | 6      | 2      | 0      | 4      | 117    | 225    |
| Totale            | .333      | 3       | 2       | 0       | 1       | 82      | 89      | 3            | 0            | 0            | 3            | 35           | 136          | 6      | 2      | 0      | 4      | 117    | 225    |